# Morancé
Morancé település Franciaországban, Rhône megyében. Lakosainak száma 2267 fő (2022. január 1.). Morancé Lucenay, Saint-Jean-des-Vignes, Charnay, Chazay-d'Azergues, Les Chères és Marcy községekkel határos.

## Népesség
A település népességének változása:
| Lakosok száma | 2109 | 2020 | 1970 | 2005 | 1995 | 2086 | 2176 | 2267 |
|               | 2013 | 2015 | 2017 | 2018 | 2019 | 2020 | 2021 | 2022 |